# Бадунг (округ)
Баду́нг (индон. Badung) — округ в провинции Бали, Индонезия. Административный центр — Мангупура.
В округе находится большинство туристических центров Бали — Нуса Дуа, Кута, Джимбаран, Легиан, Улувату и Менгви. Здесь расположен международный аэропорт Нгурах-Рай.

## Административное деление и демография
Округ делится на 6 районов:
| Название      | Население, чел. (2010) |
| ------------- | ---------------------- |
| Южная Кута    | 115 918                |
| Кута          | 86 483                 |
| Северная Кута | 103 715                |
| Менгви        | 122 829                |
| Абиенсемал    | 88 144                 |
| Петанг        | 26 243                 |

## Достопримечательности
- Водопад Нунгнунг
- Парк Гаруда-Вишну-Кенчана
- Курортная зона Нуса-Дуа
- Пляжи Джимбаран, Кута, Семиньяк, Чанггу
- Храм Лухур Улувату
- Храм Пети Тенгет
- Храм Таман Аюн
- Курортный район Танджунг-Беноа